# Файлака
Файлака́ (араб. فيلكا‎, рус. Фейлаке́) — остров на северо-западе Персидского залива. Территория Кувейта (провинция Эль-Асима). Площадь 43 км².

## География
Расположен в 20 км от материка, у входа в залив Кувейт. Длина до 14 км, ширина до 6 км. Рельеф равнинный.

## История

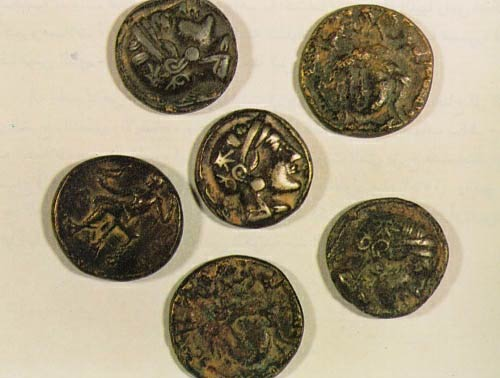
Древние монеты обнаруженные на острове Файлака

Первые следы проживания человека на острове относятся к каменному веку. В III тыс. до н. э. на острове находились поселения дильмунской цивилизации. На островах Умм-эн-Намил и Файлака найдены остатки фрагментов древних кораблей раннедильмунского, касситского, эллинистического и раннеисламского периодов. Это пластины битума из центрального (зона разлома от Хита до Абу-Джира) и северного (окрестности Мосула) Ирака. Один из фрагментов — из Большого Бургана.
В IV веке до н. э., во время завоевательных походов Александра Македонского, греки колонизировали остров, сделав его форпостом империи в Персидском заливе. Был построен город Икарос, названный так по названию острова Икария в Эгейском море, в честь мифологического Икара. На острове греки проживали в течение двух веков.
В VII—VIII веках остров был необитаем.
Французскими археологами на острове были обнаружены остатки храма Артемиды, древние монеты и печати. В июле 2007 года Кувейт и Греция договорились о продолжении раскопок на острове.
До вторжения в 1990 году Ирака в Кувейт на острове проживало 2 тыс. человек. Населённый пункт Эз-Заур (араб. الزور‎) располагался в северо-западной части острова. Село было основано в 1773 году, когда разразилась чума в Басре. В 1990—1991 годах население с острова было изгнано на материк иракскими властями, остров использовался иракскими военными в качестве полигона.
После окончания Войны в Персидском заливе остров был разминирован, но продолжал использоваться для военных нужд, на нём появилась американская военная база.

## Население
Сейчас на острове проживают немногочисленные жители, вернувшиеся после окончания войны.

## Отдых
После Войны остров стал популярным местом отдыха для жителей Эль-Кувейта, которые переправляются на него на пароме. Среди видов отдыха: рыбная ловля, катание на лодках, плавание, парусный спорт и другие водные виды спорта.

## Достопримечательности
- Античные храмы Икарос и Азук.
- Руины португальского (XVIII век) и британского (после XVIII века) фортов.